# Ernie Ball
Ernie Ball, pseudonimo di Roland Sherwood Ball (Santa Monica, 30 agosto 1930 – San Luis Obispo, 9 settembre 2004), è stato un imprenditore e musicista statunitense, conosciuto come un grande innovatore e sviluppatore di prodotti per chitarra, quali corde e accessori di svariato tipo.

## Primi anni
Roland Sherwood "Ernie" Ball è nato a Santa Monica, California, ed è cresciuto in una famiglia di musicisti: figlio di Frances Shankland e Roland Adelbert Ball. Il nonno paterno, Ernest Ball, scrisse la musica del canto popolare irlandese When Irish Eyes Are Smiling e suo padre era venditore di auto ed insegnava a suonare steel guitar hawaiana. Seppur iniziando a suonare la steel guitar all'età di nove anni per compiacere il padre, presto si stancò e smise. Nei primi anni dell'adolescenza cominciò a riprendere interesse per lo strumento, studiando fino a tre ore al giorno, e nel giro di un anno divenne membro dell'American Federation of Musicians.

## Musicista
Ball iniziò la sua carriera come musicista nelle televisioni locali, a 19 anni entra a far parte nella band di Tommy Duncan suonando il pedal steel (una chitarra hawaiana). Duncan, l'ex cantante, con Bob Wills e il Suo Texas Playboys, portò la band in tour, passando per il Sud degli Stati Uniti. Durante la guerra Coreana, ha fatto un turno di servizio alla Air Force nella band degli Stati Uniti, suonando la chitarra e la grancassa. Dopo il militare è tornato a Los Angeles ed ha continuato a suonare nei locali da bar e sale, fino a trovare un lavoro in TV nel 1950, partecipando ad un programma chiamato "Western Varieties" allo studio televisivo di KTLA. La sua posizione, garantì un ampio riconoscimento nelle scene musicali di Los Angeles e portò posti di lavoro e di insegnamento in studio. Costruì successivamente un grosso business creando accessori per chitarra, il suo nome compare tutt'oggi su chitarre e bassi professionali di marca Music Man, che vengono utilizzati da compositori come John Petrucci e Steve Lukather.

## Imprenditore
Nel 1957 o 1958, Ball aprì quello che è stato probabilmente il primo negozio di musica degli Stati Uniti a vendere esclusivamente chitarre. Quando i rappresentanti di vendita di musica lo criticarono per aver rifiutato di vendere bacchette ed altri strumenti/attrezzature, Ball rispose: "Voglio solo vendere chitarre." Gli è stato più volte detto che un negozio di chitarra non sarebbe mai stato un successo, ma le parole suonavano vuote, la gente infatti cominciava a venire da lontano per visitare il negozio. Alla fine, i prodotti generati dalla sua società, avrebbe venduto in più di 5.500 punti vendita ed essere esportati in oltre 70 paesi del mondo.

## La serie "Slinkys"
Con la chitarra rock nel 1960, Ball notò che i musicisti principianti avevano difficoltà a suonare i bestseller Fender # 100 con corde di scalatura media, in particolare a tenere premuto o piegare la rigida corda Sol (G). Sottopose il problema alla società Fender, suggerendo una scalatura più leggera delle corde, ma la proposta non fu presa in considerazione. Ball convinse un produttore di corde a fare set personalizzati con una terza corda più sottile, che iniziò a vendere nel suo negozio. Fu l'inizio del marchio Ernie Ball. Situato non lontano da Hollywood, il negozio cominciò ad attirare una gran folla di musicisti professionisti, tra cui The Beach Boys, Merle Travis e The Ventures. Ball notò anche la pratica della "Slack Stringing" e vide i musicisti scartare la sesta corda, ed aggiunse una prima corda in cima per il banjo. Ancora una volta, Ball propose a Fender un set più leggero, ma ancora una volta la proposta venne respinta. Lo stesso accadde con la Gibson, che rifiutò. Così, ancora una volta, ordinò al costruttore una denominazione del prodotto appropriato, le "Ernie Ball Slinky". Le corde "Slinky", si fecero spazio tra i musicisti professionisti, che li utilizzarono, e in poco tempo Ball ricevette ordini postali da privati e negozi. Quando ancora non era una società di corde, Ball ordinò stringhe separate in vari formati e permise ai musicisti di sperimentare e creare i loro set personalizzati. Gli affari decollarono, e nel 1967 vendette il suo negozio trasferendo il suo business a Newport Beach, California.
Oggi le Ernie Ball Slinkys sono utilizzate da molti chitarristi di fama mondiale, un piccolo campione di questi chitarristi comprende: Buddy Guy, Eric Clapton, Jimmy Page, Angus Young, Dave Murray, Paul Gilbert, Slash, Buckethead, Billie Joe Armstrong, Adam Levine, Juan Alderete, Jeff Beck, The Edge, John Fogerty, Synyster Gates, Janick Gers, Steve Vai, Tommy Kessler, Kirk Hammett, James Hetfield, Albert Lee, John Mayer, Dave Navarro, Scott George Huckabay, Brad Paisley, John Petrucci, Omar Rodríguez-López, Mick Thomson, Chris Broderick, Daron Malakian, Curt Kirkwood, Kenny Wayne Shepherd e Tom DeLonge.
La confezione caratteristica di corde per chitarra della Ernie Ball fu progettato da Disney Imagineer e Rolly Crump.

## La morte
Ball ha continuato l'attività nella sua azienda fino alla sua morte, 42 anni dopo la sua fondazione. È morto a causa di una malattia cronica, e mai rivelata, il 9 settembre del 2004, lasciando l'azienda ai suoi figli e altri membri della famiglia. È stato sepolto vicino alla sua casa al Cimitero di San Luis Obispo, California.